# Vuelo
"Vuelo" (рус. Полет) — третий сингл с дебютного сольного альбома Рики Мартина «Ricky Martin». Он был выпущен 30 апреля 1992 г.
Также был выпущен клип.
Песня попала на одиннадцатую строку в Hot Latin Songs в США.

## Форматы и трек-лист
Latin America promotional 12" single
1. "Vuelo" – 3:50

## Чарты
| Чарт (1992)                  | Наивысшая позиция |
| ---------------------------- | ----------------- |
| US Billboard Hot Latin Songs | 11                |